# 群馬県道335号梨木上神梅停車場線

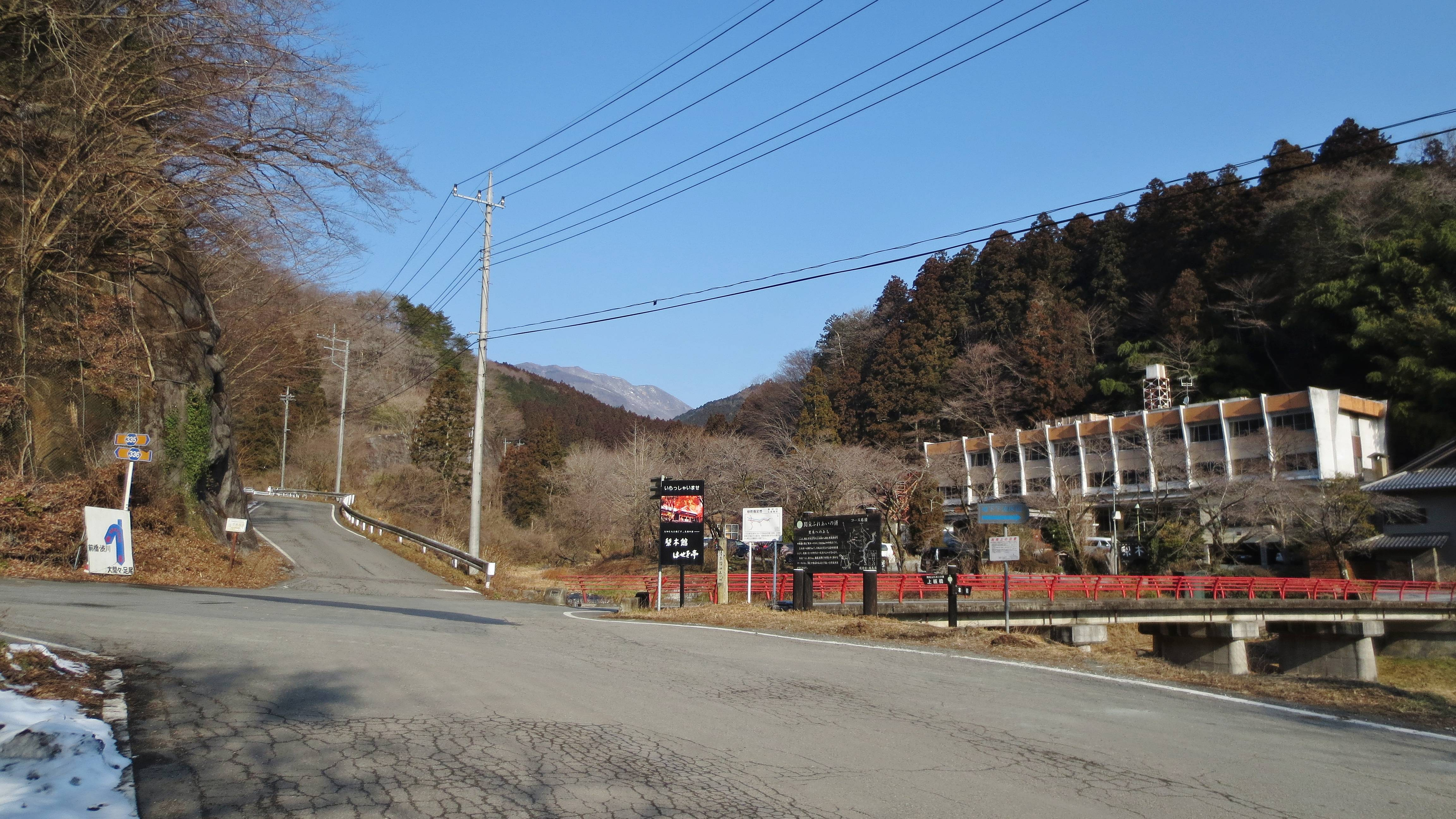
梨木温泉

群馬県道335号梨木上神梅停車場線（ぐんまけんどう 335ごう なしきかみかんばいていしゃじょうせん）は、群馬県桐生市の梨木温泉からみどり市の上神梅停車場までを結ぶ県道である。

## 路線データ
- 起点：桐生市黒保根町宿廻字梨木285番（梨木温泉）[注釈 1]
- 終点：みどり市大間々町上神梅 上神梅停車場[注釈 2]

## 歴史
- 1959年（昭和34年）9月18日：群馬県より現・道路法に基づき、県道梨木上神梅停車場線（勢多郡黒保根村大字宿廻り字梨木 - 山田郡大間々町 上神梅停車場、整理番号144）が路線認定される[1]。
  - 同時に、前身路線にあたる県道上神梅停車場線梨木線（上神梅停車場 - 山田郡大間々町[注釈 3]、整理番号56）が路線廃止される[2]。

## 重複区間
- 国道122号（桐生市黒保根町宿廻〈宿廻交差点〉 - みどり市大間々町上神梅）

## 地理

### 通過する自治体
- 群馬県
  - 桐生市
  - みどり市

### 交差する道路
- 群馬県道336号梨木香林線：桐生市黒保根町宿廻（起点）
- 国道122号：桐生市黒保根町宿廻（宿廻交差点） - 上神梅駅前（終点）まで重複。